# Assembleia cantonal

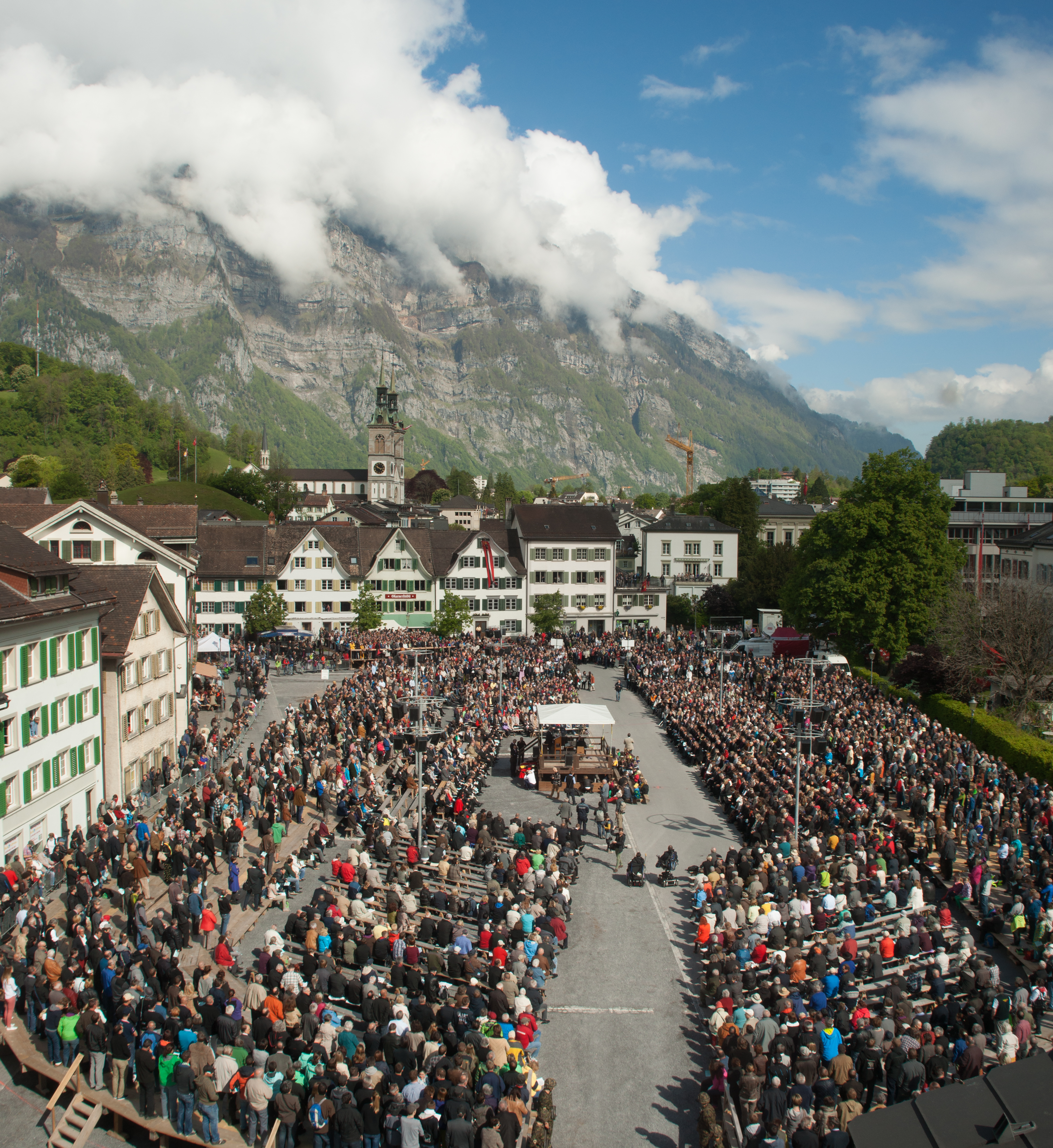
Assembleia cantonal em 4 de maio de 2014 no cantão de Glarus.

A assembleia cantonal (Landsgemeinde em alemão) é uma das formas mais antigas de democracia direta. Praticada no passado em oito cantões da Suíça, foi abolida por razões de ordem prática em seis deles, subsistindo como maior instituição política dos cantões de Appenzell Interior e de Glarus.
A palavra alemã Landsgemeinde é atestada por si pelo menos desde o século XVI, na edição de 1561 do dicionário de Josua Maaler (Pictorius). É um termo composto por dois elementos Land "terra, cantão; cantão rural" e Gemeinde "comunidade, comuna".
Os cidadãos do cantão com direito ao voto encontram-se em dia marcado a céu aberto para decidir acerca das leis e gastos do Conselho. A todos é garantido o direito de debater uma questão. O voto se concretiza com todos os cidadãos a favor de uma proposta levantando a mão. Historicamente, até a concessão do direito ao voto às mulheres, a única prova de cidadania necessária aos homens para ingresso na área destinada à votação eram a apresentação da espada cerimonial ou da arma militar suíça (baioneta, entre outras) como forma de provar que o cidadão era um homem livre com o direito de portar armas e de votar.
A assembleia cantonal tem sido a instituição soberana dos cantões rurais suíços desde a Idade Média, enquanto nos cantões mais urbanos, tais como Lucerna, Schaffhausen ou Berna, uma assembleia geral de todos os cidadãos jamais foi estabelecida.
Assembleias de natureza semelhante foram denominadas Talgemeinde (em função do termo Talschaften, usada em Ursern, Hasli e Obersimmental, Teding (Engelberg), Parlamento (Leventina, Zendgemeinden (em função de Zenden ou distritos de Valais), mas também como Landsgemeinde em Toggenburg e em partes dos Grisões.

## História

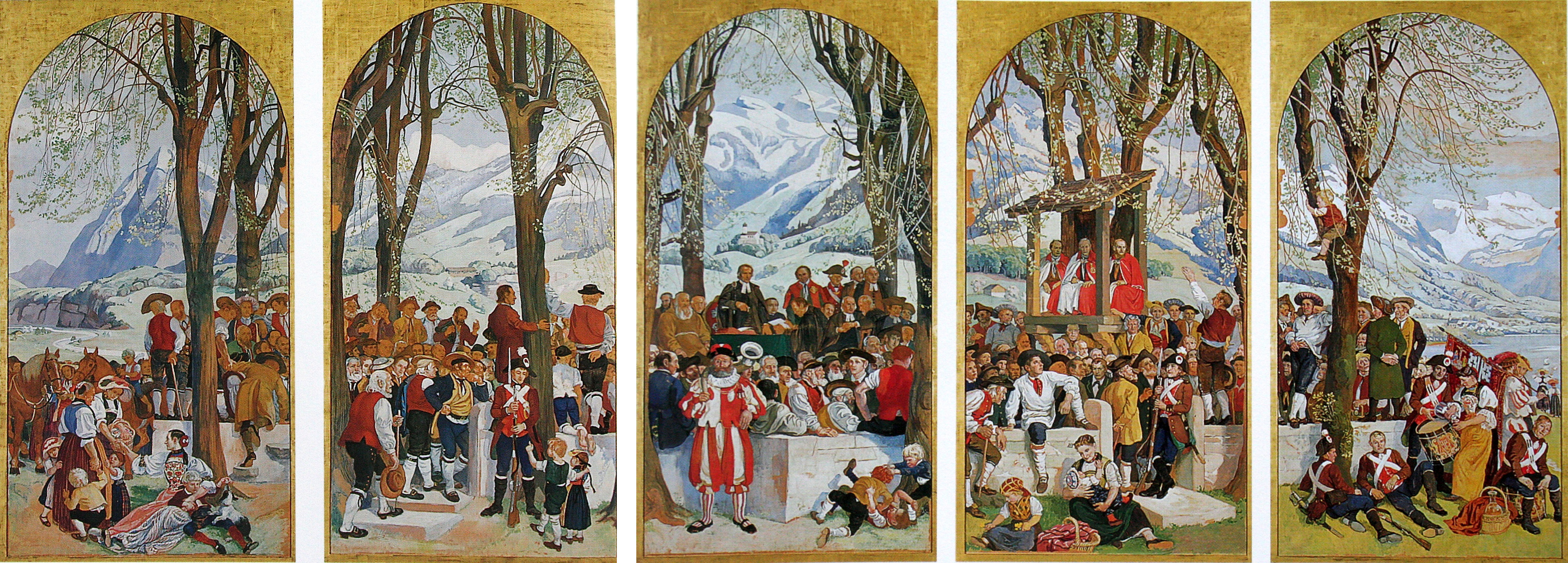
Die Landsgemeinde, afresco no Palácio Federal da Suíça, de Albert Welti e Wilhelm Balmer.

O Landsgemeinde é uma tradição com continuidade traçada desde o fim da Idade Média, registrada pela primeira vez no contexto da formação da Antiga Confederação Helvética. Trata-se de uma continuidade da Thing dos povos germânicos, ainda que não ininterruptamente, em função de os alamanos terem perdido sua independência para o Reino dos Francos no século VIII e a terem retornado de outra forma no século XIII. O primeiro Landsgemeinde propriamente dito ocorreu no cantão de Uri em 1231; entretanto, estas antigas assembleias desenvolveram-se consistentemente fora da antiga instituição do juízo de sangue. Os textos medievais latinos ao mencionar uma assembleia cantonal comumente utilizavam o termo universitas "a universalidade" ou communitas hominum "a comunidade de homens" de um certo cantão sujeita a uma decisão, de forma a enfatizar que a decisão foi tomada pela comunidade (democracia direta) e não pela elite política.
Na Antiga Confederação Helvética, a existência de um Landsgemeinde era a característica definidora dos cantões rurais (Länderorte, em oposição aos cantões urbanos). Esses cantões eram: Uri, Schwyz, Unterwalden, Glarus, Appenzell e Zug. Zug ocupava uma posição intermediária: embora fosse um cantão urbano, era contado como rural em função da assembleia cantonal.
Quando a Suíça tornou-se um estado federal, as anteriormente soberanas assembleias cantonais passaram a sujeitar-se às leis federais e passaram ser vistas como anacronismos. Os críticos das Landsgemeinde argumentavam que o direito democrático fundamental ao voto secreto não era garantido nesta forma de democracia. Schwyz e Zug aboliram suas assembleias em 1848, enquanto os seis remanescentes (Uri, Obwalden, Nidwalden, Glarus, Appenzell Interior e Appenzell Exterior) continuaram a prática até o século XX. Uri aboliu a prática em 1928, Obwalden, Nidwalden e Appenzell Exterior extinguiram suas assembleias cantonais na década de 1990, permanecendo até os dias atuais somente duas assembleias cantonais: as de Glarus e de Appenzell Interior.
Em Appenzell Exterior, de 1877 até a abolição da assembleia cantonal em 1997, o hino Ode an Gott ("Ode a Deus") foi tradicionalmente cantada faltando 15 minutos para as onze horas da manhã, antes do início da Landsgemeinde. O hino permanece como "hino nacional não oficial" de Appenzell Exterior.
A assembleia cantonal permanece como símbolo da tradição suíça de democracia direta. Um afresco no Palácio Federal da Suíça, encomendado em 1907 e completado em 1914, realizado por Albert Welti e Wilhelm Balmer, mostra um Landsgemeinde.